# ویروس بال دژدیس
ویروس بال دژدیس (DWV) یک ویروس RNA است که یکی از ۲۲ ویروس‌های شناخته شده است که زنبور عسل را هدف می‌گیرد. در حالی که بیشتر زنبور عسل Apis mellifera را آلوده می‌کند، دیده شده که در دیگر گونه‌های زنبور عسل مانند Bombus terrestris نیز مؤثر است. در نتیجه، این نشان می‌دهد که ممکن است گسترهٔ میزبان پذیری آن از آنچه قبلاً پیش‌بینی شده گسترده‌تر باشد. این ویروس برای نخستین بار از یک نمونه از زنبور عسل با نشانه‌های بارز بیماری از ژاپن در اوایل دهه ۱۹۸۰ جدا شده و در حال حاضر در سراسر جهان پخش گشته است.